# Cappella di Reginald Pole
La cappella di Reginald Pole è un edificio storico di Roma.

## Storia
Questo piccolo edificio di culto sorge all'inizio del II miglio della via Appia antica, proprio all'incrocio con via della Caffarella.
Fu costruita per volere del cardinale e arcivescovo inglese Reginald Pole (anche italianizzato Reginaldo Polo). Pole fu uno dei più importanti esponenti del cattolicesimo inglese all'epoca dello Scisma anglicano promosso da re Enrico VIII e osteggiato da Pole. Secondo la tradizione, mentre il cardinale si trovava a Roma nel 1539 il re avrebbe inviato dei sicari contro di lui, che però riuscì a scamparvi. Di conseguenza, Pole avrebbe fatto erigere la cappella proprio nel punto del fallito attentato, come ringraziamento.
In seguito passò al Venerabile Collegio Inglese, ma agli inizi del XX secolo fu abbandonata e sconsacrata; i suoi portali furono murati.

## Descrizione

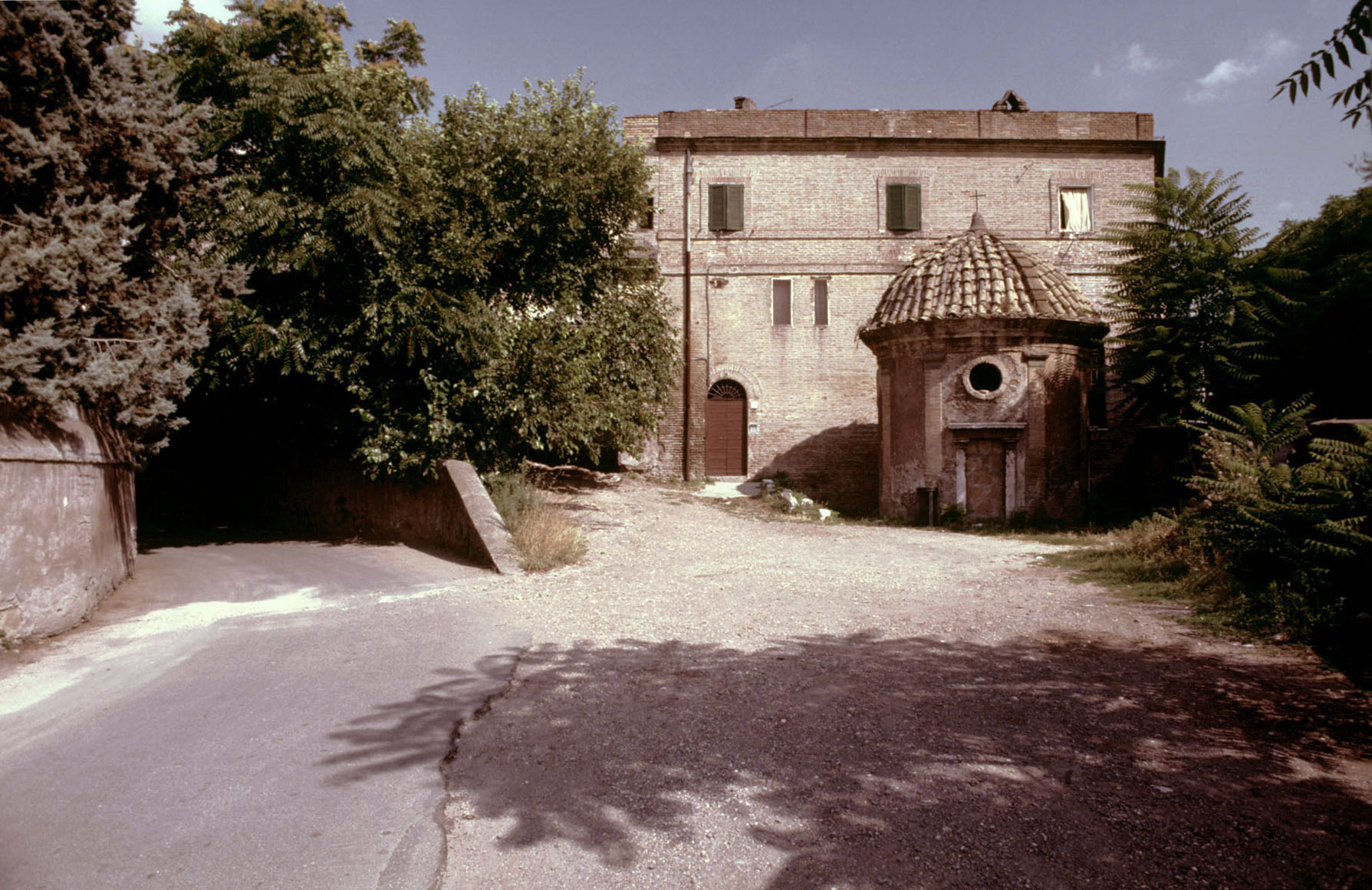
La cappella fotografata nel 1984.

L'edificio, piccolo ma assai elegante, si caratterizza per i richiami formali all'architettura romana classica: è simile infatti alle antiche tombe romane a tempietto, tipiche dell'Appia antica. Risulta scandito da otto lesene in mattoni gialli, con plinti e capitelli di granito. Le lesene sorreggono una trabeazione di travertino e, al di sopra, una cupola. La cappella ha quattro piccole finestre e due portali, perpendicolari tra loro.
In origine al suo interno si trovava un'icona mariana.